# Coupe des nations de rink hockey 1949
Navigation
Coupe des nations 1948 Coupe des nations 1950
La Coupe des nations de rink hockey 1949 est la 23e édition de la compétition. La coupe se déroule en avril 1949 à Montreux.

## Déroulement
La compétition se compose d'un championnat à six équipes. Chaque équipes rencontrant les cinq autres une seule fois.
L'édition est considéré comme étant la seconde coupe d'Europe et reçoit un public allant de 1500 à 4 000 spectateurs.

## Résultats
|    | Équipes      | Pts | J | G | N | P | BP | BC | Diff |
| -- | ------------ | --- | - | - | - | - | -- | -- | ---- |
| 1º | Portugal     | 14  | 5 | 4 | 1 | 0 | 34 | 13 | 21   |
| 2º | RCD Español  | 13  | 5 | 4 | 0 | 1 | 24 | 21 | 3    |
| 3º | Montreux HC  | 11  | 5 | 3 | 0 | 2 | 20 | 17 | 3    |
| 4º | US Triestina | 9   | 5 | 2 | 0 | 3 | 16 | 25 | -9   |
| 5º | Belgique     | 8   | 5 | 1 | 1 | 3 | 13 | 19 | -6   |
| 6º | France       | 5   | 5 | 0 | 0 | 5 | 12 | 24 | -12  |

|              |  |     | Portugal | Belgique |      | France |
| ------------ |  | --- | -------- | -------- | ---- | ------ |
| Montreux HC  |  | 7-1 | 2-4      | 3-0      | 4-10 | 4-2    |
| US Triestina |  |     | 3-7      | 5-3      | 3-6  | 4-2    |
| Portugal     |  |     |          | 4-4      | 10-1 | 9-3    |
| Belgique     |  |     |          |          | 2-4  | 4-3    |
| RCD Español  |  |     |          |          |      | 3-2    |
| France       |  |     |          |          |      |        |

## Classement final
| Place              | Équipe       |
| ------------------ | ------------ |
| Médaille d'or      | Portugal     |
| Médaille d'argent  | RCD Español  |
| Médaille de bronze | Montreux HC  |
| 4                  | US Triestina |
| 5                  | Belgique     |
| 6                  | France       |

| Vainqueur du tournoi de Montreux 1949 |
| ------------------------------------- |
| Portugal 2°                           |